# Hunfredo II de Torón
Hunfredo II de Torón (1117-1179) fue Señor de Torón y Condestable del Reino de Jerusalén.
Hunfredo se convirtió en Señor de Torón antes de 1140, cuando se casó con la hija de Raniero Brus, Señor de Banias. Gracias a este matrimonio, Banias fue agregado a Torón. Hunfredo llegó a ser castellano de Hebrón en 1149 cuando la familia real de Jerusalén se hizo con ese territorio. En 1153 se convirtió en condestable de Jerusalén cuando Balduino III salió victorioso de su lucha fratricida contra su madre Melisenda. Ese año intervino en el asedio de Ascalón.
En 1157, Hunfredo fue derrotado por Nur al-Din en Banias y fue sitiado en su castillo hasta que Balduino III logró levantar el sitio. También, ese mismo año, vendió Banias y Chastel Neuf a los Caballeros Hospitalarios (Chastel Neuf fue capturado por Nur al-Din en 1167). También ayudó a negociar el matrimonio de Balduino III y Teodora Comneno, sobrina del emperador bizantino Manuel I Comneno. Hunfredo se casó posteriormente con Felipa, hermana de Bohemundo III de Antioquía, que había tenido un romance con el futuro emperador bizantino Andrónico I Comneno, primo de Manuel. Hunfredo se había casado antes, con una mujer desconocida, y de su matrimonio con Felipa no tuvo ningún hijo.
En 1173 Hunfredo rechazó a Nur al-Din en el Asedio de Kerak en Transjordania. En 1176 su importancia en la corte real se redujo debido a la influencia de Inés de Courtenay, aunque consiguió seguir siendo condestable. En 1177 se redujo aún más su posición cuando el Señorío de Hebrón fue dado a Reinaldo de Châtillon, señor de Transjordania, en lugar de a Hunfredo, que todavía era su castellano. No obstante fue uno de los partidarios de Raimundo III de Trípoli, regente de Balduino IV. Raimundo, Hunfredo y otros representaban la facción de las viejas familias de la corte, que se oponían a los recién llegados como Reinaldo y, posteriormente, Guido de Lusignan.
Hunfredo reconstruyó Chateau Neuf en 1179, después de la destrucción sufrida por diferentes asedios. También en 1179 ayudó a negociar una tregua entre los Caballeros Hospitalarios y los Caballeros Templarios. Más tarde, ese mismo año, acompañó a Balduino IV en un ataque contra una pequeña fuerza musulmana cerca de Banias, pero, a pesar de que Balduino IV salvó la vida, Hunfredo sufrió heridas mortales y al poco tiempo murió. Fue sucedido en Torón por su nieto Hunfredo IV, hijo de Hunfredo III y Estefanía de Milly. La madre de su hijo Hunfredo III es desconocida.
- Datos: Q1625275